# Hyperthelia dissoluta
Hyperthelia dissoluta là một loài thực vật có hoa trong họ Hòa thảo. Loài này được (Nees ex Steud.) Clayton mô tả khoa học đầu tiên năm 1966.